# Tarjei Sandvik Moe

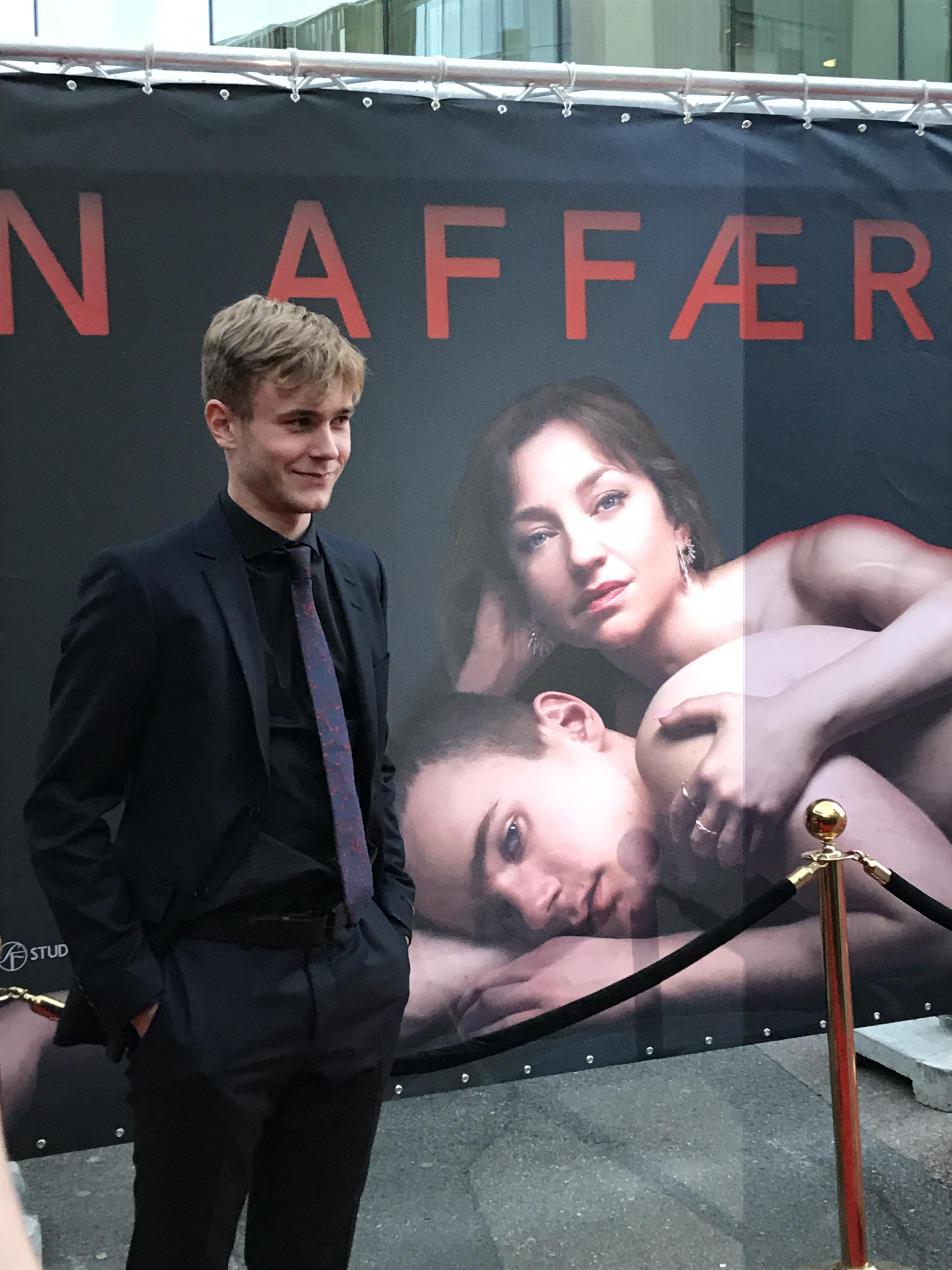
Tarjei Sandvik Moe, 2018

Tarjei Sandvik Moe (* 24. Mai 1999 in Oslo) ist ein norwegischer Schauspieler.

## Karriere
Moe wurde durch die norwegische Jugendfernsehserie Skam vom NRK bekannt. Dort spielt er den 17-jährigen Isak Valtersen, der auf Suche seiner sexuellen Orientierung ist. Im September 2016 war Tarjei Sandvik Moe mit seiner Schauspielkollegin Josefine Frida Pettersen, welche in der Fernsehserie Noora spielt, bei der norwegisch-schwedischen Talkshow Skavlan zu Gast. Für seine Rolle wurde Moe schließlich als bester Schauspieler bei der Gullruten-Verleihung 2017 nominiert; er verlor die Kategorie jedoch an Pål Sverre Hagen. Für die Fernsehserie Østkant/Vestkant (2017) war er als eine der Hauptfiguren vorgesehen, zog sich allerdings nach dem Dreh des Pilotfilms wieder daraus zurück.
Moe besuchte die gymnasiale Oberstufe der Hartvig-Nissen-Schule, die gleichzeitig Haupthandlungsort von Skam war. Der Schauspieler Torgils Moe war der Großvater von Tarjei Sandvik Moe.

## Filmografie

### Filme
- 2017: Emoji – Der Film (Stimme)
- 2018: En Dag i Juli (Kurzfilm)
- 2018: Eine Affäre – Verbotene Liebe (En affære)
- 2019: The boyfriend experience (Short) Dir: Simon Matthew Valentine
- 2019: En gledelig jul (Feature) Dir: Henrik Martin Dahlsbakken
- 2020: We Should Be A Movie
- 2020: Gledelig Jul

### Serien
- 2015–2017: Skam
- 2017: Melk (2 Folgen)
- 2019: Skitten snø
- 2019: Strømmeland (Comedy) NRK

## Theater
- 2016: What Would Jesus Do (Antiteateret)
- 2017: Det Går Bra (Antiteateret)
- 2018: Grease (Grease Norge)
- 2018: Nyanser av gris (Antiteateret)
- 2018: Snøfall (Oslo Nye Teater)
- 2018: Fru Guri av Edøy
- 2020: Ungdom

(Gurisentret)